# Пауль Бец
Пауль Отто Фердинанд Бец (нім. Paul Otto Ferdinand Betz; 10 липня 1895, Гамбург — 9 травня 1944, Севастополь) — німецький воєначальник, генерал-майор вермахту. Кавалер Лицарського хреста Залізного хреста.

## Біографія
18 квітня 1914 року вступив в 9-й інженерний батальйон Прусської армії. Учасник Першої світової війни. В листопаді 1918 року переведений в 30-й інженерний батальйон, проте в тому ж місяці повернувся в 9-й. 31 грудня 1918 року демобілізований. 17 травня 1934 року вступив в спортивне училище сухопутних військ у Вюнсдорфі. З 15 липня по 1 жовтня 1934 року пройшов курс для офіцерів, які повернулись на службу, після чого був призначений командиром роти інженерного батальйону «Шперенберг», 15 жовтня 1935 року — роти 20-го інженерного батальйону. З 12 жовтня 1937 року — інструктор військового училища в Мюнхені.
26 серпня 1939 року відправлений в резерв ОКГ. 12 вересня 1939 року призначений в штаб військового командування в Позені. З 30 жовтня 1939 року — начальник технічного курсу в 2-му інженерному училищі. З 5 лютого 1940 року — командир 2-го  навчального інженерного батальйону, з якого 1 травня 1941 року був сформований 900-й інженерний батальйон, відправлений в Північну Африку у складі 90-ї легкої дивізії. 24 листопада 1941 року відправлений в резерв. З 28 лютого по 15 липня 1942 року — командир 1-го навчального інженерного батальйону, після чого знову був відправлений в резерв і переданий в розпорядження 2-го інженерного училища. З 21 липня 1942 року — командир 700-го інженерного полку особливого призначення. Учасник Німецько-радянської війни, бився на Кавказі. Незабаром на базі його полку і 615-го навчально-польового була сформована бойова група «Бец». З 5 грудня 1943 по 1 квітня 1944 року — командувач інженерними частинами 39-го гірського корпусу. З 3 квітня 1944 року — комендант фортеці Севастополь. Одночасно залишався командиром своєї бойової групи. З 30 квітня 1944 року — командир 50-ї піхотної дивізії. Загинув під час авіанальоту. Похований на німецькому військовому цвинтарі в Гончарному.

## Звання
- Фенріх (8 травня 1915)
- Лейтенант (5 серпня 1915)
- Гауптман (1 жовтня 1934)
- Майор (1 квітня 1939)
- Оберстлейтенант (1 вересня 1940)
- Оберст (1 квітня 1942)
- Генерал-майор (28 червня 1944; посмертно)

## Нагороди
- Залізний хрест 2-го і 1-го класу
- Королівський орден дому Гогенцоллернів, лицарський хрест з мечами
- Нагрудний знак «За поранення» в сріблі
- Почесний хрест ветерана війни з мечами
- Медаль «За вислугу років у Вермахті» 4-го, 3-го і 2-го класу (18 років)
- Німецька імперська відзнака за фізичну підготовку в сріблі
- Медаль «У пам'ять 13 березня 1938 року»
- Медаль «У пам'ять 1 жовтня 1938 року» із застібкою «Празький град»
- Застібка до Залізного хреста
  - 2-го класу (22 жовтня 1939)
  - 1-го класу (16 вересня 1941)
- Хрест Воєнних заслуг 2-го класу з мечами
- Орден Корони Румунії
  - лицарський хрест
  - командорський хрест (1942)
- Медаль «За зимову кампанію на Сході 1941/42»
- Кримський щит (1942)
- Кубанський щит (1943)
- Німецький хрест в золоті (10 лютого 1944)
- Лицарський хрест Залізного хреста (16 червня 1944; посмертно)
- Почесна застібка на орденську стрічку для Сухопутних військ (29 червня 1944; посмертно)